# Thecacera pacifica
Thecacera pacifica (Bergh, 1844) è un mollusco nudibranchio appartenente alla famiglia Polyceridae.

## Descrizione
La colorazione tipica è arancio traslucido con le sommità dei rinofori e delle branchie di colore nero. Le guaine dei rinofori sono bordate di nero con chiazze di blu nella parte più ampia. Il colore blu è presente anche nella punta della coda e delle papille laterali oltre le branchie, separate da una banda nera rispetto alla parte arancio del corpo. Alcune specie hanno sul corpo delle marcature lineari nere con centri blu.

## Distribuzione e habitat
La specie è diffusa dalla costa africana dell'oceano Indiano (Mozambico) fino all'Indonesia e a Vanuatu. Sono state riportate evidenze anche nell'oceano Atlantico, nel golfo del Messico.
Vive in acque poco profonde.